# Didi Heiberg
Didi Didrikke Heiberg, född 1863 i Bergen, död 1915, var en norsk skådespelerska, 1885-1896 gift med Gunnar Heiberg.
Hon debuterade 1882 som Agnes i Henrik Ibsens Brand på Den Nationale Scene, där hon snart blev den ledande skådespelaren. Bland hennes kända roller var Hedvig i Vildanden och Rebekka West i Rosmersholm, men högst nådde hon som Anna Hielm i Heibergs Kong Midas; i den rollen gästade hon 1890 Det kongelige Teater i Köpenhamn.